# Jules Garcin
Jules Auguste Garcin, född 11 juli 1830, död 10 oktober 1896, var en fransk violinpedagog och dirigent.
Garcin studerade violin vid konservatoriet i Paris under Clavels och Alards ledning. Han anställdes i operaorkestern, vars konsertmästare han blev 1871, och senare dess 3:e dirigent. 1881 kallades Garcin till 2:e dirigent vid konservatoriets orkester och var 1885-92 dess 1:e. Han har efterlämnat intressanta kompositioner för violin och orkester. Som lärare vid konservatoriet i Paris utbildade han flera framstående elever.